# Circuito mundial femenino de tenis ITF
El Circuito mundial femenino de tenis ITF (ITF Women's World Tennis Tour oficialmente) es una serie de torneos profesionales de tenis femenino organizados por la Federación Internacional de Tenis (ITF). Sirve como circuito de preparación para el WTA Tour, que está organizado por la independiente Asociación de Tenis Femenino (WTA). Hay varios cientos de torneos cada año, repartidos en los seis continentes habitados, con premios que van desde 10.000 a 100.000 dólares. Las jugadoras que tienen éxito en el Circuito Femenino ITF acumulan puntos para entrar en las fases previas de calificación de los torneos de la WTA.
Hasta 2011, el Circuito Femenino ITF era el nivel inmediatamente inferior al WTA Tour, pero en 2012 la WTA introdujo un nivel intermedio, la WTA 125K serie.